# Kurtakkojärvi
Kurtakkojärvi är en sjö i Finland. Den ligger i kommunen Kolari i landskapet Lappland, i den norra delen av landet, 800 km norr om huvudstaden Helsingfors. Kurtakkojärvi ligger 174,1 meter över havet. Arean är 1,22 kvadratkilometer och strandlinjen är 6,81 kilometer lång. Sjön  ingår i Torne älvs huvudavrinningsområde. 